# Pléioné (mytologie)
Pléioné (řecky Πληιόνη, později Πλειόνη[zdroj?] Pleioné, latinsky Pleione) je v řecké mytologii nymfa Ókeanida. Žila v jižní oblasti Řecka zvané Arkádie na hoře Kyllini. S Atlasem měla dcery Plejády.
Po bohyni je pojmenována hvězda Pleione ve hvězdokupě Plejády v souhvězdí Býka.